# The Private Lives of Pippa Lee
The Private Lives of Pippa Lee is een dramafilm uit 2009 onder regie van Rebecca Miller. Miller schreef tevens het boek en scenario, acteur Brad Pitt diende als filmproducent.

## Verhaal
Pippa Lee is een vrouw die trouwt met Herb Lee. Herb is een gepensioneerde man die valt op jongere vrouwen. Zo was hij eerder getrouwd met de aantrekkelijke Gigi. Pippa woont met haar echtgenoot in een centrum voor bejaarden en voelt zich hier allesbehalve thuis. Ze begint steeds ongelukkiger te worden en zit op de rand van een zenuwinzinking. Pippa en Herb vervreemdden steeds meer van elkaar en op een gegeven moment krijgt Herb een affaire met de nog jongere Sandra. Pippa zoekt zelf haar steun en toeverlaat bij minnaar Chris en ontdekt haar begraven sensualiteit.

## Rolverdeling
- Robin Wright Penn - Pippa Lee
- Alan Arkin - Herb Lee
- Winona Ryder - Sandra
- Monica Bellucci - Gigi
- Keanu Reeves - Chris
- Julianne Moore - Kat
- Maria Bello - Suky
- Blake Lively - Pippa Lee als tiener

## Productie
Penn, Moore en Ryder waren de eerste actrices die geselecteerd werden in oktober 2007. Reeves, Maggie Gyllenhaal, Arkin en Belucci volgden in februari 2008. Gyllenhaal trok zich in maart 2008 echter terug als gevolg van een overvol schema, en werd vervangen door Bello. Lively's medewerking werd aangekondigd in april 2008, toen de opnames al begonnen waren.
In mei 2008 ontstonden geruchten dat Reeves en Ryder een relatie hebben, omdat ze erg hecht met elkaar zouden zijn op de set van de film.